# Park Seung-hi
Park Seung-hi (n. 28 martie 1992, Suwon, Coreea de Sud) este o sportivă ce a reprezentat Coreea de Sud, medaliată olimpică. A participat la 3 ediții ale Jocurilor Olimpice (2010, 2014, 2018) în care a câștigat două medalii de aur și 3 medalii de bronz.